# Kpessi
El kpessi (o kpesi, o kpetchi, etc.) és una llengua gbe que parlen els kpessis a les regió Central i dels Altiplans de Togo.

## Població i situació geogràfica
El 2002 hi havia 4.000 kpessis segons l'ethnologue. Segons el joshuaproject n'hi ha 5.100.
Aquests tenen el territori als cantons de Kpessi i de Nyamassila, a la prefectura de Mono Oriental, a la regió dels Altiplans i al cantó de Langabou, al sud-est de la prefectura de Blitta, a la regió Central de Togo, al centre del país.
Els kpessis, al nord estan rodejats pels lames, els nawdmes, els kabiyès i els tems, al nord, sud i oest; també limiten amb els kabiyès i amb els ifès al l'est i amb els ginyangues al nord-oest.

## Família lingüística
El kpessi és una llengua kwa, família lingüística que forma part de les llengües Benué-Congo. Concretament, segons l'ethnologue, forma part del grup lingüístic de les llengües gbes. Segons l'ethnologue, hi ha 21 llengües gbe: l'Aguna, l'ewe, el gbe, ci, el gbe, xwla oriental, el gbe, gbesi, el gbe, kotafon, el gbe, saxwe, el gbe, waci, el gbe, xwela occidental, el gbe, xwela, el kpessi, sis llengües aja (aja, gbe, ayizo, gbe, defi, gbe, tofin, gbe, weme i gun), dues llengües fons (fon i gbe, maxi) i la llengua gen, considerada l'única llengua mina. Segons el glottolog, és una de les llengües gbes occidentals com el adangbe, l'ewe, el gen, l'aguna i el gbe, waci.

## Sociolingüística, estatus i ús de la llengua
El kpessi és una llengua vigorosa (EGIDS 6a): Tot i que no està estandarditzada, és parlada per persones de totes les generacions en la comunicació social i la seva situació és sostenible. Es parla a les llars, a l'església i en les funcions socials de les aldees. Gaudeix d'actituds positives i els kpessis també parlen ewe, francès, gen, ifè, kabiyè i tem.